# Rebutia steinmannii eucaliptana

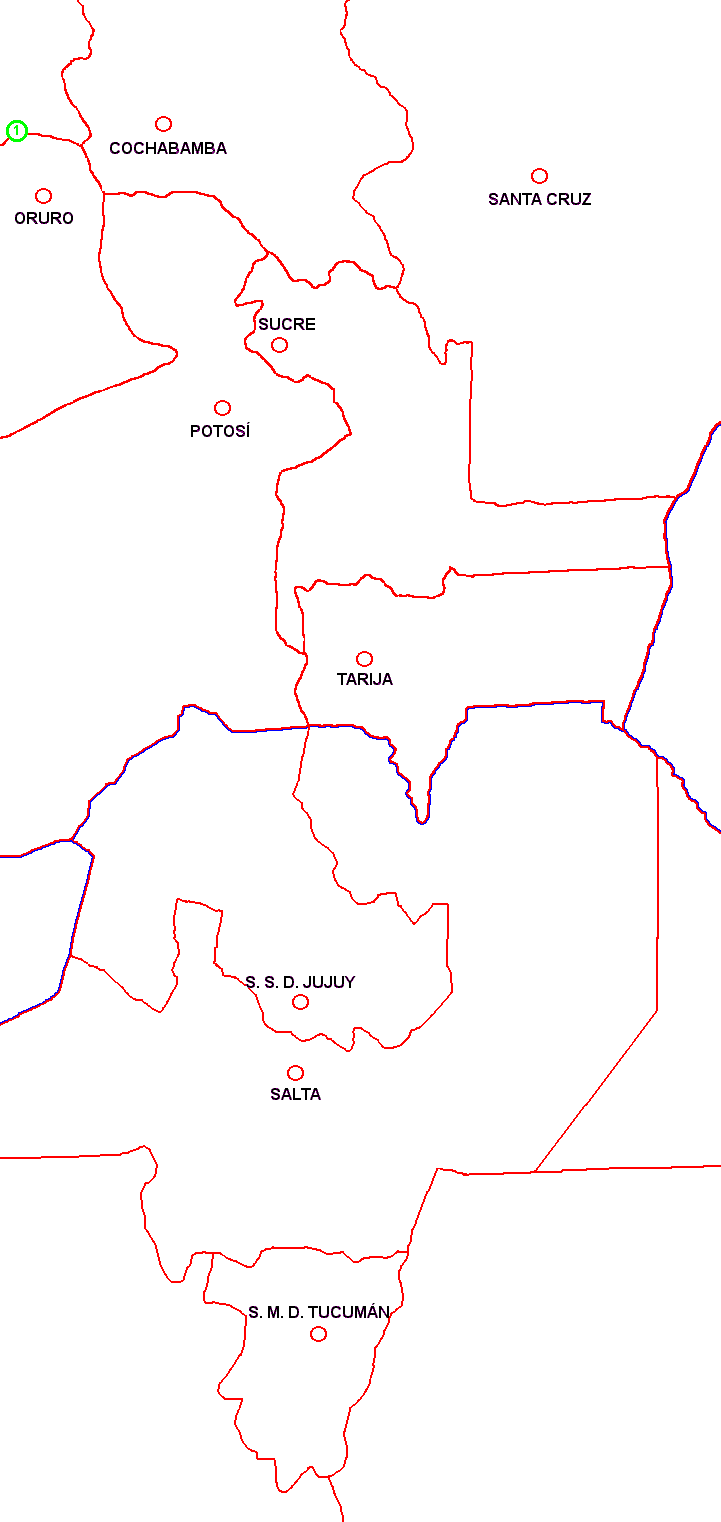
Mapa rozšíření R. steinmannii v. eucaliptana

V rozsahu druhu Rebutia steinmannii představuje varieta eucaliptana populaci z okraje rozšíření celého příbuzenského okruhu. Podle lokality nálezu u Eucaliptos v blízkosti hranice bolivijských departamentů Oruro a La Paz dostala varieta také své jméno.

## Rebutia steinmannii(Solms-Laub.) Br. et R. var.eucaliptana(Backeb.) Šída
Šída, Otakar; Rod Rebutia, p. 27, 1997
Sekce Digitorebutia, řada Steinmannii
Synonyma: 
- Lobivia eucaliptana Backeb. in Backeberg et Knuth, Kaktus ABC, p. 242, 414, 1936
- Mediolobivia eucaliptana (Backeb.) Krainz, Sukkulentenk., 1: 19, 1947
- Mediolobivia costata (Werd.) Krainz var. eucaliptana (Backeb.) Don., Cactus (Paris), 40:39, 1954
- Digitorebutia eucaliptana (Backeb.) Buin., Succulenta, 36: 53, 1957
- Digitorebutia costata (Werd.) Buin. var. eucaliptana (Backeb.) Don, Nat. Cact. Succ. J., 12: 11, 1957
- Rebutia costata Werd. f. eucaliptana (Backeb.) Buin. et Don., Sukkulentek., 7/8: 102, 1963
- Rebutia eucaliptana (Backeb.) Ritt., Kakteen in Südam., 2: 602, 1980

### Popis
Stonky odnožující, vytvářející až malé skupiny, těla podlouhlá, až 20 mm v průměru, v kultuře později zřetelně delší, temeno překryté trny ze sousedních areol, pokožka světle zelená. Žeber 7 – 10, do poloviny rozložená do kuželovitých, poněkud tmavěji zbarvených hrbolků; areoly oválné, 2 – 4 mm navzájem vzdálené, s malým množství, nahnědlé plsti. Trnů 9 - 12, 5 – 12 mm dlouhé, štětinovité, jemné, zprohýbané až ohnuté, často navzájem propletené, nažloutlé.
Květy hluboko postranní, zářivě světle červené, asi 30 mm dlouhé; květní lůžko s větším množství bílé vlny a několika bílými jemnými vlasovými štětinami, nahnědle červené s tmavěji hnědými šupinami; okvětní plátky lžičkovité, zaokrouhlené, někdy na konci s malou špičkou nebo poněkud roztřepené, rumělkově až šarlatově červeně zbarvené; nitky červené až nažloutle červené, prašníky světle žluté; čnělka silná, načervenale žlutá, blizna s 5 - 6 sevřenými rameny pod úrovní nejvyšších prašníků, nažloutlá, čnělka volná po celé délce trubky. Plod kulovitý, 5 - 6 mm široký, pokrytý stejně jako květní lůžko. Semena kulovitě zvonkovitá, asi 1 mm velká, hnědočerná, s velkým nahnědlým hilem a málo strukturovanou testou.

### Variety a formy
R. stenmannii var. eucaliptana je charakteristická rostlina známá z našich sbírek již značně dlouho. Původní staré klony jsou značně jednotné jak ve vzhledu těla a otrnění, tak i květů. Drobné rozdíly jsou hlavně důsledkem kultury - nižší úrovni osvětlení a výživnějšímu substrátu spolu s hojnější zálivkou odpovídá větší růst, rostliny jsou ještě více sloupkovité a otrnění redukované a slabší. Kromě rostlin, které se vzácně ve sbírkách udržují a které snad pocházejí ještě z původního Backebergova sběru, se v novější době objevila řada dalších sběrů, které jsou spojovány se jménem R. steinmannii var. eucaliptana (popř. f. eucaliptana nebo R. eucaliptana), a které pocházejí rovněž oblasti původního Backebergova nálezu. Jedná se o sběry FR 340, KK 971, WR 208 , WR 454, nověji pak ještě RH 148 a RH 156. U těchto sběrů lze někdy již pozorovat určité drobnější rozdíly, např. ve vybarvení některých částí květů. K tomu u sběrů W. Rausche přistupuje skutečnost, že pokládá var. steinmannii a var. eucaliptana za synonymní, takže je zde identifikace poněkud nejistá.

### Výskyt a rozšíření
R. steinmannii var. eucaliptana pochází ze severního okraje rozšíření rodu, jako typové naleziště bylo označeno Eucaliptos (Bolívie, departament Oruro, mezi Oruro a La Paz u Eucaliptos, na haldách kamení, asi 3800 m), v bezprostřední blízkosti hranice s departamentem La Paz. Z velmi blízkých lokalit pocházejí i všechny další sběry, které byly k var. eucaliptana přiřazeny, FR 340 Oruro, Eucaliptos, KK 971 Oruro, Eucaliptos, 4100 m, WR 208 Oruro, Eucaliptos, RH 148 (La Paz, Panduro) lokality sběrů WR 454 (Oruro, Llallagua) a RH 156 (Oruro, Challapata) jsou od typového místa nálezu již poněkud vzdálenější. F. Ritter uvádí, že var. eucaliptana nalezl jak na originálním místě nálezu (Eucaliptus), tak i na nalezištích dále severně v provincii Aroma, departament La Paz, ale zmiňuje se o výskytu tohoto taxonu i na východním svahu pásma Kordiller.